# Dávid Sinkovits
Dávid Sinkovits (sinh 7 tháng 5 năm 1998) là một cầu thủ bóng đá Serbia gốc Hungary thi đấu cho TSC Bačka Topola thi đấu ở vị trí tiền vệ phòng ngự